# Hemeroblemma loxiaepennis
Hemeroblemma loxiaepennis là một loài bướm đêm trong họ Erebidae.